# 古市場村 (岐阜県方県郡)
古市場村（ふるいちばむら）は、かつて岐阜県稲葉郡にあった村である。
稲葉郡には1896年から1897年までの約1年間、「古市場村」が2つ存在した時期がある。一つは旧・各務郡古市場村（現・各務原市）。もう一つは旧・方県郡古市場村（現・岐阜市）である。ここでは、旧・方県郡古市場村について述べる。
現在の岐阜市古市場、古市場老ノ上、古市場神田、古市場中原、古市場東町田、古市場高田、古市場高宮などに該当する。
当村発足時は方県郡の村であったが、郡の合併で稲葉郡の村となった。

## 歴史
- 1889年（明治22年）7月1日 - 町村制により方県郡古市場村が発足。
- 1897年（明治30年）4月1日[2] - 厚見郡、各務郡、及び方県郡の一部が合併し、稲葉郡となる。当村は稲葉郡の村となる。
- 1897年（明治30年）4月1日 - 黒野村、御望村、下鵜飼村、今川村、折立村、洞村、交人村と合併し、鵜飼村が発足。同日古市場村は廃止。